# Pierre Clavel
Pour les articles homonymes, voir Clavel et Pierre Clavel (aviateur).
Pierre Clavel, né le 7 avril 1773 à Oris-en-Rattier en Isère et mort le 20 avril 1843 à Montagney, en Haute-Saône, est un général du Premier Empire. Il reçoit la Légion d'honneur en 1804 et est nommé général de brigade en 1813.

## Biographie

### Famille
Fils de François Clavel et Catherine Vincent, cultivateurs, Pierre Clavel est né à Oris-en-Rattier (Isère) le 7 avril 1773. Ami du chirurgien en chef de la Grande Armée, Pierre-François Percy, dont il épouse la nièce, Louise Charlotte Laroche en 1809, il est cité dans son « Journal des Campagnes. » Pierre Clavel est le père de quatre enfants : Charles Adolphe, Eugène Alexandre Henri, Félix Eugène et Rosalie Louise Léonide.

### Carrière militaire
Volontaire dans le 6e bataillon de volontaires de l'Isère le 23 septembre 1792, capitaine le 6 octobre dans le même bataillon (46e demi-brigade de première formation le 9 ventôse an II, 39e demi-brigade de deuxième formation en l'an IV, 39e régiment de même arme en l'an XII), il sert de 1792 à l'an VIII aux armées des Alpes, d'Italie et de Naples, reçoit un coup de feu à la cuisse droite à la bataille d'Alexandrie en Piémont, et un second au même membre au combat de Fossano le 13 brumaire an VIII. 
Chef de bataillon provisoire le 10 prairial de la même année, et confirmé dans ce grade le 21 thermidor, il est employé sur la flottille impériale à l’armée des côtes de l'Océan pendant les ans XII et XIII, et nommé chevalier de la Légion d'honneur le 25 prairial an XII. Il fait les campagnes de l'an XIV à 1807 en Autriche, en Prusse et en Pologne. Major dans le 24e régiment de ligne le 18 mars 1807, et officier de la Légion d'honneur le 14 mai, en récompense de sa conduite à la bataille d'Eylau, l'Empereur l'envoie en Espagne en 1808. Le 28 juillet, il commande un régiment provisoire devant Valence, où il reçoit un coup de biscaïen au-dessus de la hanche droite. Passé le 28 octobre au 115e régiment de ligne, il se rend au dépôt de son nouveau corps. Rappelé le 30 mai 1810 aux bataillons de guerre du 115e régiment, pour en prendre le commandement en l'absence du colonel, il fait la campagne de 1810, est promu colonel à la suite du 115e le 2 mars 1811, et obtient le commandement du 96e régiment le 19 mai suivant. Blessé d'un coup de feu au pied droit à l'affaire de Bornos (Espagne) le 1er juin 1812, il reçoit l'année suivante à la bataille de Vitoria un coup de feu à l'épaule droite. 
Général de brigade le 25 décembre 1813, il fait la campagne de France. Le 30 mars 1814, il se trouve sur les hauteurs du parc des Bruyères à Belleville. Le maréchal Marmont, voyant les progrès des Russes, se porte en personne avec le général Clavel et sa brigade contre la tête de la division Pitsclinilzki ; ces deux chefs, rivalisant de bravoure, commencent à entamer l'ennemi, lorsque les batteries russes mettent le désordre dans les rangs français ; le maréchal a un cheval tué sous lui, et le général Clavel, blessé et renversé, est fait prisonnier. Rendu quelque temps après les événements de cette journée, il commande encore à Rouen le 19 mai, les trois derniers régiments qui restent du 6e corps. Placé en demi-solde le 1er septembre, et nommé chevalier de Saint-Louis le 17, il se trouvait à Grenoble le 7 mars 1815, et il est un des premiers officiers à offrir ses services à l'Empereur. Chargé alors du commandement du 4e régiment d'artillerie à pied et du 3e régiment du génie, il les conduit jusqu'à Paris. Le 29 avril, il reçoit un ordre de service pour la 18e division d'infanterie attachée au corps d'observation du Jura, avec lequel il fait la campagne du mois de juin. Il est blessé d'un coup de feu au bras droit le 26 du même mois devant les Trois-Maisons (Haut-Rhin). 
Licencié le 3 août, il se retire à Montagney, est mis en demi-solde le 10 septembre, et à la retraite le 1er janvier 1825. Porté sur le cadre de l'activité le 22 mars 1831, le roi le nomme le 1er juillet 1832 au commandement du département de la Lozère, à celui du département de l'Ain le 29 août suivant, et le fait commandeur de la Légion d'honneur le 5 janvier 1834. Admis à faire valoir ses droits à la retraite le 1er mai 1835, il compte alors plus de 40 ans de services et sept blessures. Il se retire à Montagney (Haute-Saône) où il meurt le 19 avril 1843.

## Décorations
- Commandeur de la Légion d'honneur le 5 janvier 1834[1]
  - Officier de la Légion d'honneur le 14 mai 1807
  - Chevalier de la Légion d'honneur le 25 prairial an XII (14 juin 1804)

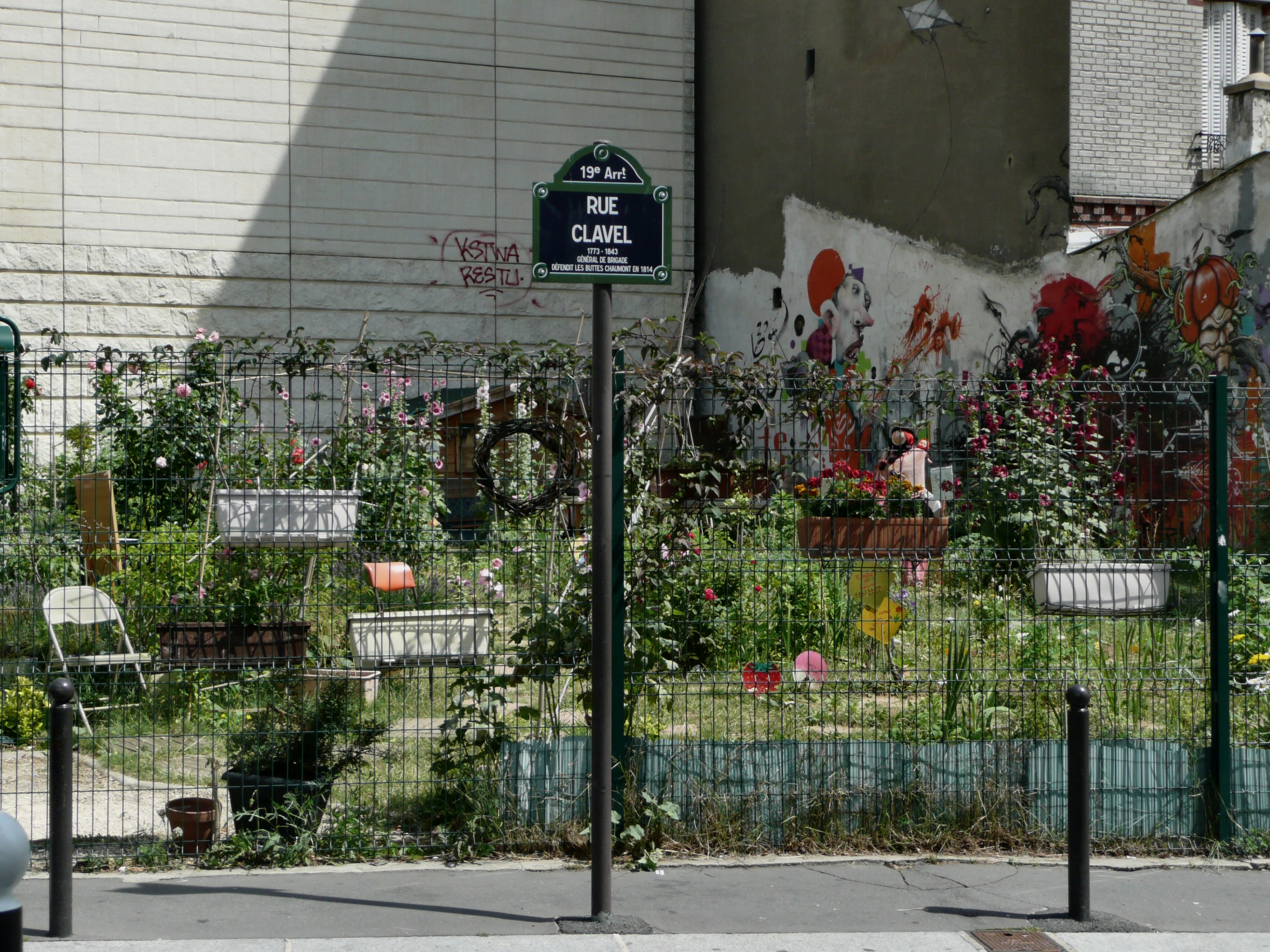
Plaque de la rue Clavel, dans le de Paris.

- Chevalier de l'ordre royal et militaire de Saint-Louis le 17 septembre 1814

## Hommages
- La rue Clavel à Paris 19e arrondissement porte son nom depuis 1868.